# Santa Caterina da Siena a Via Giulia
Santa Caterina da Siena a Via Giulia é uma igreja de Roma, Itália, localizada no rione Regola e dedicada a Santa Catarina de Siena. É a igreja regional de Siena na cidade.

## História
Sua história está intimamente associada à da Arquiconfraria de Siena, a qual a igreja ainda pertence. A comunidade sienense em Roma começou no final do século XIV e utilizou inicialmente Santa Maria in Monterone como sua igreja nacional antes de mudar para Santa Maria sopra Minerva (onde está o túmulo de Santa Catarina) por volta de meados do século XV. Em 1461, ano da canonização da santa, a comunidade mudou novamente, desta vez para San Nicola degli Incoronati, na Via Giulia, uma rua na qual banqueiros e comerciantes sienenses já viviam desde o final do século XV.
Em 1519, a associação sienense foi oficialmente reconhecida como uma confraria pelo papa Leão X. Na ocasião, decidiu-se construir uma nova igreja, um oratório para a confraria e uma casa para clero. As obras começaram em 1526 com base num projeto de Baldassarre Peruzzi e foram financiadas por membros da nobreza sienense que moravam em Roma, com destaque para o cardeal Giovanni Piccolomini e o banqueiro Agostino Chigi.
Em 1736, a confraria se transformou numa arquiconfraria. A igreja foi abandonada depois de uma enchente do Tibre e, por isto, foi completamente reconstruída com base num projeto de Paolo Posi entre 1766 e 1775, quando o novo altar foi consagrado. A igreja anterior, segundo descrições nos documentos da arquiconfraria, tinha três altares e ostentava uma pintura de Girolamo Genga sobre a "Ressurreição" no altar-mor (atualmente no oratório da arquiconfraria) e afrescos nas capelas laterais de Timoteo della Vite (um discípulo de Rafael) e de Antiveduto Gramatica (que foi sepultado na igreja).

## Galeria

Imagens da igreja
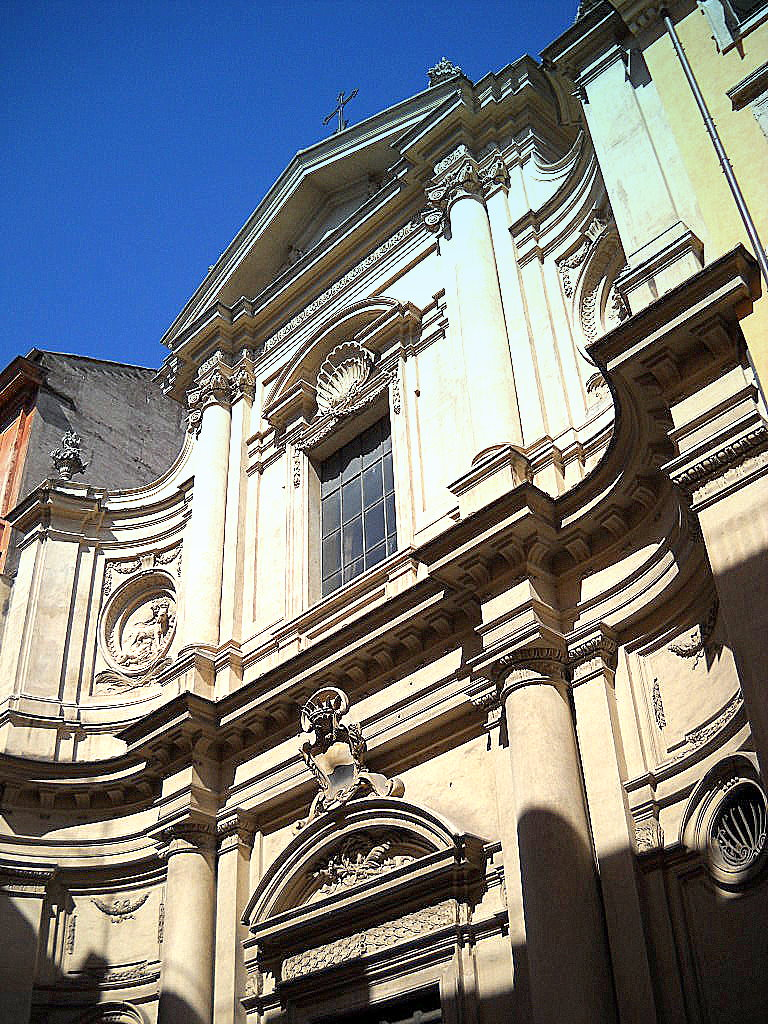
Vista da fachada
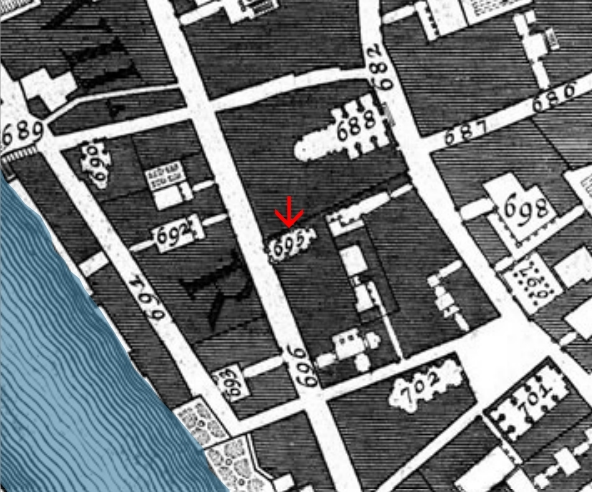
Igreja no Mapa de Nolli (1748)